# 新进小石藓
新进小石藓（学名：Weissia newcomeri）为丛藓科小石藓属下的一个种。